# الحرية الدينية في بروناي
تنصّ الترجمة العربية للدستور في بروناي على أنّ «الدين الرسمي لبروناي (دار السلام) هو الدين الإسلامي، بشرط أن يتمكن متّبعو الديانات الأخرى من ممارسة نشاطاتهم الدينية بسلام ووئام». يوضّح الدستور أيضاً «أنّ ما يُقصد بالدّين الإسلامي هو الإسلام وفقاً للطائفة الشافعية لأهل السنّة والجماعة» على الرغم من تحديد الدستور للمذهب الشافعي بصفته مصدراً للتشريع، إلا أنه من الممكن اللجوء إلى استشارة أشخاص لديهم مناصب معيّنة ضمن الطوائف الفقهية الثلاثة الأخرى (الحنفية، والمالكية، والحنبلية)، (وهو ما اعتمده السلطان).
ولكن، وبالرغم من الأحكام القانونية بالحرّية الدينية في البلاد، يُزعَم أن الحكومة قد فرضت الكثير من القيود على الممارسات الدينية غير السُّنّية وغير الإسلامية. 
لا يُسمح لأتباع الديانات الأخرى غير الديانة الإسلامية في بروناي بممارسة التبشير. تقدّم جميع المدارس الخاصة دروساً في التربية الإسلامية بشكل اختياري للطلّاب المسلمين، ويُطلب من جميع طلاب المراحل اللاحقة للتعليم الثانوي حضور دوراتٍ في أيديولوجية الملكية الإسلامية المالاوية المحلّية. لا يُسمح للمدارس في بروناي بتدريس الديانة المسيحية. تستخدم الحكومة مجموعة من القوانين المحلّية وقوانين التخطيط وغيرها من التشريعات بهدف تقييد انتشار الأديان عدا الديانة الإسلامية الرسمية.
تولّت الحكومة رعاية وفد متعدّد الأديان أُرسل إلى قبرص في يوليو/تموز من عام 2006 للمشاركة في الاجتماع الآسيويّ الأوروبيّ للحوار بين الأديان. 
تعيش مختلف الجماعات الدينية في البلاد بسلام، لا يشجّع القانون في بروناي المسلمين على التعلم من الديانات الأخرى، وفي الوقت نفسه، تُنظِّم السلطات الإسلامية مجموعة من الأنشطة تشرح من خلالها عن الديانة الإسلامية وتنشرها، فضلاً عن تقديم الحوافز المالية وتأمين الإقامة. تموّل الحكومة في بروناي أيضاً بناء المساجد. 

## التركيبة الديموغرافية الدينية
بلغ عدد سكّان بروناي في عام 2011، 422,700 نسمة، بمن فيهم السكّان المؤقّتون. 83% من سكّان البلاد هم من أتباع الديانة الإسلامية، و 7% منهم بوذيّون، أما أتباع الديانات الأخرى فيمثّلون ما لا يزيد عن من 4% من التعداد الإجماليّ للسكّان، أما باقي السكان فلا ينتمون إلى أي ديانة.
يوجد في البلاد 110 جامع وقاعة للصلاة، وستّ كنائس مسيحية، وثلاثة معابد صينية، ومعبد هندوسي واحد، جميعها مسجّلة بشكل رسمي في البلاد. 
لا يسمح القانون في بروناي بالتبشير إلا للمذهب الشافعي الإسلامي المعترف به بشكل رسمي في البلاد، وبشكل عام لم تُسجَّل أي حالة لأي مبشِّر يعمل في بروناي.

## وضع الحرية الدينية

### الإطار القانوني والسياسي
تصف الحكومة البلاد بأنّها ملكية إسلامية مالاوية، وتعمل بنشاط على تشجيع المسلمين على التمسك بالقيم والتقاليد الإسلامية. تتعامل وزارة الشؤون الدينية في دار السلام مع الديانة الإسلامية والقوانين الإسلامية فقط، الموجودة جنباً إلى جنب مع القوانين العلمانية وتنطبق على المسلمين فقط.
يفرض قانون الجمعيات لعام 2005 على جميع المنظمات -بما في ذلك أي جماعة دينية تمثل أي طائفة غير طائفة المسلمين السُّنّة- أن تُقدِّم أوراق التسجيل. يطلب القانون أيضاً تسمية المنظمات لجميع أعضائها. يمكن للمنظمات التي تفشل في تسجيل نفسها بشكل رسمي بالدولة أن تواجه اتهامات بالتجمع غير القانوني ومن الممكن أن تُعاقَب بدفع غرامات. يمكن أن يُفرض على الأفراد الذين يشاركون في المنظّمات غير المسجلة بشكل رسمي في الدولة أو على أولئك الذي يؤثّرون على الآخرين للانضمام إلى هذه المنظّمات غرامات مالية، ومن الممكن أن يتعرضوا أيضاً للسجن والاعتقال. 
تعتمد الموافقة على تسجيل مجموعة ما أو رفضها على تقدير مسجِّل الجمعيات (المفوَّض من الشرطة)، ومن الممكن أن تُرفض لأي سبب كان. لم ترد أي تقارير عن رفض تسجيل مجموعة ما بدوافع دينية خلال الفترة التي يشملها التقرير. واصلت الحكومة في بروناي استخدام قوانين تقسيم المناطق التي تحظر استخدام المنازل الخاصة كأماكن للعبادة. في الوقت الذي توجد فيه ثلاثة معابد صينية مسجّلة بشكل رسمي في البلاد إلا أنه من المعروف وجود العديد من المعابد الأخرى الناشطة ولكنها غير مسجّلة، يوجد الكثير منها داخل منازل خاصة، لم يُفرض عليها غرامات لعدم التسجيل. 

### القيود المفروضة على الحرّية الدينية
عزّزت الحكومة منذ أوائل تسعينيات القرن العشرين شرعية الملكية الوراثية، ومراعاة القيم التقليدية منها والإسلامية، من خلال التأكيد على أيديولوجية قومية تُسمّى ملايو اسلام براجا أو الملكية الإسلامية المالاوية (MIB) التي يعود تاريخها إلى القرن الخامس عشر. اعتُمدت مبادئ الملكية الإسلامية المالاوية بصفتها أساساً للحكومة، وتبدأ جميع الاحتفالات والاجتماعات بالصلاة الإسلامية. يجب على غير المسلمين في احتفالات المواطنة ارتداء الزيّ الوطني يما في ذلك غطاء الرأس للنساء والرجال على حد سواء. لا يوجد في بروناي أي مطلب قانوني للنساء بارتداء غطاء للرأس في الأماكن العامة، وتُصوَّر المسؤولات في الحكومة بانتظام -ولو كان على نحو غير متواتر- في وسائل الإعلام دون غطاء للرأس، وذلك بالرغم من وجود ضغوطٍ اجتماعية مفروضة على النساء لتغطية رؤوسهنّ في الأماكن العامة. 
على الرغم من الأحكام الدستورية التي تنصّ على الممارسة الكاملة وغير المقيّدة للحرية الدينية فإن الحكومة قد قيّدت ممارسة المعتقدات الدينية لكل الديانات عن طريق حظر التبشير لجميع الأديان عدا الإسلام السنّي. حظرت الحكومة استيراد المواد التعليمية أو الكتب الدينية كالإنجيل، ورفضت الإذن بإنشاء أو بناء الكنائس أو المعابد أو الأضرحة، فالحكومة تسمح فقط بممارسة معتقدات الإسلام السنّي، وقد حظرت العديد من الجماعات الدينية الأخرى التي تعتبرها منحرفة، بما في ذلك حركة الأرقم الإسلامية والعقيدة البهائية. حظرت حكومة بروناي في شهر فبراير/ شباط من عام 2007 التعاليم الدينية لثلاثة طوائف وهي سايهوني تاسيبان، والمعونة، وعبد الرزاق محمد. أجرت الحكومة تحقيقاً فورياً واتخذت إجراءات صارمة ضد مروّجي الإسلام المتطرف أو الجماعات الإسلامية «المنحرفة». حذرت الحكومة السكان بصورة منتظمة من «الأطراف الخارجية» التي تبشر بالمعتقدات الإسلامية الأصولية أو غير التقليدية المتطرفة، وحذرت المسلمين أيضاً من المبشرين المسيحيين، وكان آخر تلك التحذيرات في عام 2005 خلال خطبة في المسجد الوطني. 
لا تشجع الفتوى الصادرة عن مفتي الدولة في عام 1964 المسلمين على مساعدة المنظمات غير الإسلامية في تكريس معتقداتهم، وقد أُفيد أن وزارة الشؤون الدينية تستخدم الفتاوى للتأثير على السلطات الحكومية الأخرى، إما من خلال منع إعطاء المنظمات الدينية غير المسلمة التصاريح بالقيام بمجموعة من الأنشطة الدينية والإدارية، أو من خلال رفض طلبات تسجيل هذه المجموعات. ومع ذلك، فقد سُمح بعمليات إصلاح للكنائس المسيحية والمدارس المرتبطة بها وتوسيع وتجديد المباني في نفس مواقعها، لأسباب تتعلق بالسلامة، وسُمح أيضاً بالقيام بأعمال بناء صغيرة. 
وافقت الحكومة في عام 2006 على طلب قدمته كنيسة سانت أنروز الأنجيليكانية لإجراء عمليات تجديد كبرى لمبانيها، وهو ما يُعتبر تطوراً نوعياً. بعد انتهاء مدة رخصة عمليات الترميم والتجديد، أُصدِر تصريح آخر لإعادة البناء في شهر مارس/آذار من عام 2007، وانتُهي من أغلب عمليات إعادة الإعمار خلال الفترة المشمولة بالتصريح.
لا تفرض حكومة بروناي أي قيود على المعابد الصينية للاحتفال بالأحداث الدينية الموسمية، وذلك بشرط حصول المعابد على إذن من السلطات المختصة. بدأت الحكومة منذ عام 2005 بالسماح بالاحتفال بالعام القمري الصيني الجديد خارج الأراضي الخاصة بالمعبد الصيني، وكانت الرقصات الشعبية التي تشكل جزءاً مهماً من هذا الاحتفال شائعةً في المنازل وأماكن العمل خلال الفترة المشمولة بالرخصة المصرّح بها. يتطلب أي تجمع عامّ لخمسة أشخاص أو أكثر موافقة رسمية مسبقة، بصرف النظر عن الهدف من التجمع إن كان دينياً أو غير ديني. 